# Stadtbahn de Karlsruhe
Ne doit pas être confondu avec Tramway de Karlsruhe.
La Stadtbahn de Karlsruhe est une partie du réseau de transport public de Karlsruhe, en Allemagne. Il est aussi appelé Tram-train en raison de sa circulation mixte sur le réseau ferroviaire allemand et le réseau de tramway de la ville. Il comporte 17 lignes dont uniquement six lignes interconnectées au tramway de Karlsruhe.

## Histoire

### Les prémices, le tramway
Le réseau de Karlsruhe a été créé en 1877 avec l'avènement du tramway hippomobile, mais l'expérience fut un échec.
Le 21 janvier 1877 est inaugurée la première ligne régulière de tramway hippomobile entre Gottesauer Platz et Mühlburger Tor ; dans la même année et au vu de son succès, le réseau est agrandi. Le 16 juillet 1881 voit l'extension jusqu'à Durlach et l'avènement du tramway à vapeur.
Entre 1897 et 1899 a lieu la privatisation des chemins de fer de la vallée de l'Alb, véritable point de départ de l'historique du tram-train de Karlsruhe, exploité avec des locomotives à vapeur aussi bien en fret qu'en transport de voyageurs.
Le 10 février 1900 annonce l'inauguration de la première ligne électrifiée entre Durlach et Durlacher Tor.
En 1955 tombe la décision de mettre en place un système permettant de relier les villages de la vallée de l'Alb directement au centre-ville de Karlsruhe.

### Tram-trains

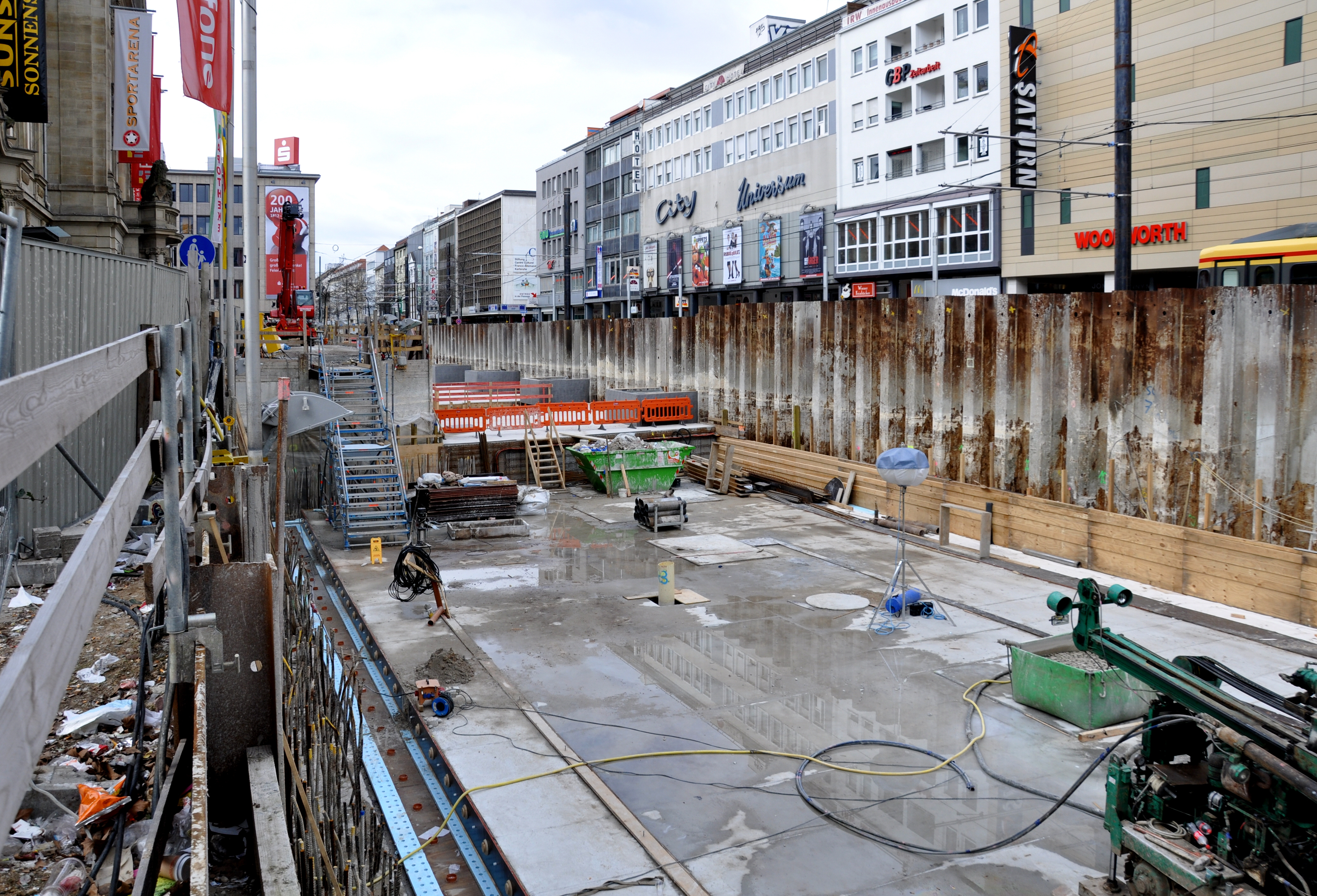
Construction d'une des stations souterraines en 2012.

En 1986, les premiers tram-trains sont testés sur des voies conventionnelles entre Karlsruhe et Wörth (Palatinat) mais la mise en service ne survient que le 25 septembre 1992 sur la ligne Karlsruhe - Bretten.
Afin d'améliorer l'efficacité du réseau, saturé en centre-ville, en 2002, la ville décide de mener des études pour enterrer l'artère principale du tramway. Le budget fixé pour ce projet - nommé Kombilösung, est de 641 millions d'euros pour la création de tunnels sous Kaiserstrasse et Ettlingerstrasse ainsi que la création d'un tunnel routier sous la Kriegstrasse. Le chantier a démarré en 2010 tandis que le chantier du tunnel routier débutera en 2014. L'achèvement du projet est prévu pour 2019, avec un total de sept stations souterraines pour le tramway. Avec la crise sanitaire du COVID19 et à la suite de quelques retards de chantier, l’achèvement du projet se fait en 2021.
Un projet d'extension de la ligne S2 est annoncé en 2024 pour mener la ligne de Stutensee-Spöck jusqu'à Waghaüsel sans délai de réalisation.

## Aperçu général

### Réseau Stadtbahn
| Ligne | Trajet | Stations | Opérateur                                     |
| ----- | --- | -------- | --------------------------------------------- |
| S 1   | Hochstetten – Bad Herrenalb Linkenheim-Hochstetten - Eggenstein-Leopoldshafen - Karlsruhe - Ettlingen - Busenbach - Bad Herrenalb                                                                                                | 54       | AVG                                           |
| S 11  | Hochstetten - Ittersbach Linkenheim-Hochstetten - Eggenstein-Leopoldshafen - Karlsruhe - Ettlingen - Busenbach - Langensteinbach - Ittersbach                                                                                    | 56       | AVG                                           |
| S 2   | Rheinstetten - Stutensee Mörsch - Forchheim - Karlsruhe - Blankenloch - Friedrichstal - Spöck | 47       | VBK                                           |
| S 31  | Karlsruhe – Odenheim Karlsruhe – Durlach – Bruchsal – Odenheim | 16       | AVG, DB Regio                                 |
| S 32  | Karlsruhe – Menzingen Karlsruhe – Durlach – Bruchsal – Menzingen | 18       | AVG, DB Regio                                 |
| S 4   | Karlsruhe – Öhringen Karlsruhe - Bretten - Eppingen - Heilbronn - Weinsberg - Öhringen | 73       | AVG, DB Regio, service municipal de Heilbronn |
| S 41  | Heilbronn–Mosbach Heilbronn - Neckarsulm - Bad Friedrichshall - Neckarelz - Mosbach | 22       | AVG, service municipal de Heilbronn           |
| S 42  | Heilbronn–Sinsheim Heilbronn - Neckarsulm - Bad Friedrichshall - Bad Rappenau - Sinsheim | 25       | AVG, service municipal de Heilbronn           |
| S 5   | Wörth – Bietigheim-Bissingen Wörth - Karlsruhe - Pfinztal - Pforzheim - Mühlacker - Vaihingen-sur-l'Enz - Bietigheim-Bissingen                                                                                                   | 59       | AVG, DB Regio                                 |
| S 51  | Germersheim – Karlsruhe Germersheim - Wörth - Karlsruhe Mühlburg – Karlsruhe Hbf | 26       | AVG, DB Regio                                 |
| S 52  | Germersheim – Karlsruhe Germersheim - Wörth - Karlsruhe centre-ville – Karlsruhe Hbf | 24       | AVG, DB Regio                                 |
| S 6   | Pforzheim – Bad Wildbad Pforzheim - Neuenbürg - Bad Wildbad | 19       | AVG                                           |
| S 7   | Achern – Tullastraße / Verkehrsbetriebe Karlsruhe Achern - Bühl - Baden-Baden – Rastatt – Durmersheim – Karlsruhe Hbf – Marktplatz – Tullastraße / Verkehrsbetriebe Karlsruhe                                                    | 23       | AVG, DB Regio                                 |
| S 71  | Achern – Karlsruhe Achern - Bühl - Baden-Baden – Rastatt – Muggensturm – Karlsruhe Hbf | 15       | AVG, DB Regio                                 |
| S 8   | Eutingen im Gäu - Freudenstadt – Tullastraße / Verkehrsbetriebe Karlsruhe Eutingen im Gäu – Freudenstadt - Baiersbronn – Forbach – Rastatt – Durmersheim – Karlsruhe Hbf – Marktplatz – Tullastraße / Verkehrsbetriebe Karlsruhe | 65       | AVG, DB Regio                                 |
| S 81  | (Freudenstadt) - Forbach – Karlsruhe (Freudenstadt) - Forbach – Rastatt – Muggensturm – Karlsruhe Hbf | 53       | AVG, DB Regio                                 |
| S 9   | Bruchsal–Mühlacker Bruchsal - Bretten - Mühlacker | 17       | DB Regio                                      |

Bien que tous les réseaux de S-Bahn soient appelés tram-train de Karlsruhe, il y a des subtilités.
- Les lignes S1/S11 et S2 sont des lignes de tramway sub-urbaine, exploitées avec du matériel roulant exploité en commun avec les lignes de tramway. Il s'agit d'anciennes lignes de chemin de fer entièrement reconverties en lignes de tramway. Le matériel est unidirectionnel et la tension est de 750 V. Le plancher est bas comme pour le tramway urbain. Cependant, certains trains diesel peuvent encore rouler sur certains tronçon comme à Neureut ou Ettlingen.
- Les lignes S31/S32/S71/S81 et S9 sont des lignes dites de "train léger". Bien qu'exploitées avec le même matériel que celui du tram-train, elles circulent uniquement domaine ferroviaire, sans interconnexion sur le réseau de tramway urbain.
- Les lignes S41 et S42 sont des lignes de tram-train passant en mode tram dans la ville de Heilbronn, sans passer par Karlsruhe.
- La ligne S6 possède une courte section en mode tram à Bad Wilbad, sans passer par Karlsruhe.
- Les Lignes S4/S5/S51/S52/S7 et S8 sont les lignes de tram-train de Karlsruhe, véritablement interconnecté avec les tramways de Karlsruhe.

### Exploitation
Sous l'égide du KVV (Karlsruher Verkehrsverbund), Les tram-trains sont exploités par AVG (Albtal-Verkehrs-Gesellschaft mbH) et par la DB. L'ensemble du parc mesure 2,65 m de large. Tous les véhicules d'un même type sont exploitables en "double-rame".
| Image | Modèle                             | Constructeur           | Affectation                              | Exploitant | Livraison                 | Nombre                    | Numéros de parc | Longueur |
| ----- | ---------------------------------- | ---------------------- | ---------------------------------------- | ---------- | ------------------------- | ------------------------- | --------------- | -------- |
|       | GT6-80C                            | Duewag                 | Aucune (matériel retiré)                 | AVG        | 1983 – 1984, 1987, 1989   | 20                        | 501 à 520       | 28,40 m  |
|       | GT8-80C                            | Duewag                 | S1/S11                                   | AVG        | 1989 – 1997               | 40                        | 551 à 590       | 38,41 m  |
|       | GT 8-100C/2S                       | Duewag                 | S3/S31 S4 S5/S51/S52 S6 S7/S71 S8/S81 S9 | DB,VBK,AVG | 1991 - 1995               | 36                        | 801 à 836       | 37,61 m  |
|       | GT 8-100D/2S-M                     | Duewag / Siemens       | S3/S31 S4 S5/S51/S52 S6 S7/S71 S8/S81 S9 | AVG        | 1997 – 2005               | 86                        | 837 à 922       | 37,60 m  |
|       | ET 2010 / Bombardier Flexity Swift | Bombardier             | S4/S41/S42 S5/S51/S52 S6 S7/S71 S9       | AVG / VBK  | 2011 - 2013 / 2017 - 2021 | 62 en commande, 42 livrés | 923 à 952 / ?   | 37,00 m  |
|       | NET 2012 / Vossloh Citylink        | Vossloh / Stadler Rail | S1/S11 S2                                | VBK        | 2014 - 2017               | 75,                       | 326 à ?         | 37,20 m  |
|       | GT6-70D/N                          | Duewag / Siemens       | S2                                       | VBK        | 1995 à 2005               | 45                        | 221 à 265       | 29,50 m  |
|       | GT8-70D/N                          | Duewag / Siemens       | S2                                       | VBK        | 1999 à 2003               | 25                        | 301 à 325       | 39,50 m  |